# Gehringshof
Der Gehringshof ist ein heute ungenutztes ehemals landwirtschaftliches Anwesen, in dem sich von 1929 bis 1941 und wiederum von 1945 bis 1948 eine landwirtschaftliche Ausbildungsstätte für jüdische Palästina-Auswanderer, danach bis 1983 ein Erholungsheim der Arbeiterwohlfahrt und schließlich bis 2001 ein Heim für Asylbewerber befanden.

## Geographische Lage
Der Gehringshof liegt am südwestlichen Rand der Gemarkung von Hattenhof, einem Ortsteil von Neuhof im Landkreis Fulda in Osthessen, am Osthang einer Anhöhe auf etwa 350 m Höhe oberhalb des Rehbaches.  Ein asphaltierter Weg führt von der L 3430 zwischen Hattenhof und Büchenberg nach Westen, an Getreidefeldern und naturbelassenen Weihern vorbei, bis zum Eingang des Geländes.

## Geschichte
Der Hof wird um 1630 als „Geringshauk“ erstmals erwähnt und befand sich damals im Besitz der Propstei Johannesberg bei Fulda.  1641 wird er als „Grunshack“ und 1789 als „Grüßhaug“ bezeichnet.

### Hachschara Gehringshof
1929 erwarb die Kibbuz-Haddati-Bewegung, Mitglieder der zionistischen Jugendorganisation Bachad (Brith Chaluzim Datiim – Verband religiöser Pioniere), den Gehringshof von Simon Heinrich August Roog. Die Kibbuz-Haddati-Bewegung war 1924 in Betzenrod (heute Ortsteil von Eiterfeld) gegründet worden und 1926/27 nach Rodges (heute Stadtteil von Fulda) umgezogen.  Da Rodges zu klein war, zog die Gruppe schließlich auf den Gehringshof, den sie Kibbuz Haddati nannte, da sich die Mitglieder hier auf ein Leben im Kibbuz vorbereiteten. Es handelte sich dabei um eine Hachschara-Stätte, wo junge Menschen durch eine landwirtschaftliche Ausbildung für die Emigration (Alija) nach Palästina vorbereitet wurden.  Mit einer abgeschlossenen landwirtschaftlichen Ausbildung konnte man ein Zertifikat der britischen Regierung zur Einwanderung nach Palästina bekommen. Selbst der Gehringshof erwies sich auf Dauer zu klein, und so arbeiteten mehrere Dutzend jüdischer junger Männer und Frauen bei den benachbarten Bauern in Hattenhof. Die Auszubildenden waren meist Studenten aus allen Teilen Deutschlands, die unter dem NS-Regime nicht weiterstudieren durften.  Unter den in den 1930er Jahren auf dem Gehringshof Ausgebildeten war Josef Burg (1909–1999), der 1939 nach Palästina gelangte und in den Jahren 1951 bis 1986 in allen israelischen Kabinetten einen Ministerposten innehatte.
Die Stätte wurde im Herbst 1941 von den NS-Behörden geschlossen. Diejenigen unter den Bewohnern, denen die Auswanderung oder das Untertauchen noch nicht gelungen war, wurden ins Ghetto Riga deportiert.

### Kibbuz Buchenwald
Schon bald nach Ende des Zweiten Weltkriegs in Europa, am 24. Juni 1945, trafen etwa 50 junge jüdische Überlebende aus dem KZ Buchenwald und anderen Konzentrationslagern auf dem Gehringshof ein.  Sie waren zuvor, am 3. Juni 1945, aus Buchenwald auf einen Hof in Egendorf bei Weimar gebracht worden, den sie Kibbuz Buchenwald nannten, mussten von dort jedoch schon kurz darauf weiter nach Westen ausweichen, da die sowjetische Armee in das Gebiet einrückte. Aus dem Gehringshof wurde so der Kibbuz Buchenwald. Der Hof war nahezu vollkommen zerstört, aber man erhielt die Genehmigung der US-Besatzungsbehörden, ihn wieder aufzubauen. Weitere Kibbuznikim zogen hinzu, und bald lebten dort 70 Menschen. Unter ihnen waren Sylvia Wagenberg und Esther Bejarano, zwei Überlebende des Mädchenorchesters von Auschwitz; Esther hatte bereits 1939 auf dem Landwerk Neuendorf gelebt.
Unter Anleitung von zwei Vorkriegsausbildern wurde erstmals nach dem Zweiten Weltkrieg auf deutschem Boden wiederum eine Hachschara-Stätte zur Vorbereitung für die Ausreise nach Palästina aufgebaut. Die ersten Absolventen reisten bereits im August 1945 dorthin. Nach der Gründung Israels gründeten einige von ihnen 1948 in Bir Salem den auch hier zunächst "Kibbuz Buchenwald" genannten Kibbuz (heute ein Ort, Netzer Sereni). Unterstützung erhielten die Gehringshöfer von jüdischen Militärseelsorgern und Soldaten der im Raum Fulda stationierten US-amerikanischen Besatzungstruppen, die aus eigenen Mitteln Lebensmittel, Kleidung, Lesematerial, Möbel, Haushaltsutensilien, Werkzeuge und Spendengelder beisteuerten.

### Erholungsheim der Arbeiterwohlfahrt; Asylbewerberwohnheim
Ende der 1940er Jahre erwarb die Arbeiterwohlfahrt (AWO) den Gehringshof und nutzte ihn als Ferienheim für sozial benachteiligte Kinder, das von 1951 bis 1956 von der Reformpädagogin Eva Seligmann geleitet wurde.
Ab 1983 wurden die Gebäude von der AWO als Übergangswohnheim für Asylbewerber genutzt. Diese Nutzung endete im Jahre 2001, als dort noch einige Kriegsflüchtlinge aus dem Kosovo untergebracht waren, und der Gehringshof steht seitdem ungenutzt.

### Heutiger Zustand
Überlegungen, aus den Wohneinheiten der Anlage Eigentumswohnungen zu machen, konnten nicht umgesetzt werden, ebenso wenig wie der Gedanke, dort ein Museum mit angeschlossener Freizeitstätte einzurichten. Heute verfallen die Gebäude und verwildert das Gelände.
Seit Anfang 2015 ist das Anwesen im Besitz eines landwirtschaftlichen Unternehmers, der es wieder nutzen will.